# 陈冬 (航天员)
陈冬（1978年12月12日—），河南省郑州市人，生于洛阳，中国人民解放军航天员大队特级航天员，现任中国人民解放军航天员大队大队长。
2016年10月至11月，执行神舟十一号载人飞行任务，被中央军委授予一级英雄模范勋章及“英雄航天员”荣誉称号。
2022年6月5日，以指令长身份执行神舟十四号载人飞行任务，成为中国第二批航天员中的首位指令长。2022年11月，执行神舟十四号任务中的陈冬成为中国首位累计在轨时间突破200天的航天员。
2025年4月24日，以指令长身份执行神舟二十号载人飞行任务，成为首位两度担任天宫空间站载人任务指令长的航天员。

## 生平
1978年12月12日，陈冬出生在河南省洛阳市。父亲陈树林和母亲黄焱是洛阳铜加工集团物资调剂有限公司（原洛阳铜加工工厂）工人，有个哥哥叫陈波。陈冬高中毕业于洛阳铜加工工厂中学（今洛阳市第二中学景华校区）。陈冬1997年考入空军长春飞行学院，1997年8月入伍，1999年4月加入中国共产党。中国人民解放军航天员大队三级航天员，上校军衔。曾任空军某师某团飞行大队大队长，安全飞行1500小时，被评为空军一级飞行员。
2010年5月，陈冬与其它六人一起正式成为中国第二批航天员，从初选到定选，他在同批航天员中成绩都是第一。2016年6月，入选天宫二号与神舟十一号载人飞行任务航天员乘组，时为三级航天员、上校军衔。2016年10月17日7时30分，神舟十一号飞船发射。2016年11月18日14時03分，神舟十一号载人飞船返回舱在内蒙古中部预定区域成功着陆，执行飞行任务的航天员景海鹏、陈冬身体状态良好。同年12月，被中共中央、国务院、中央军委授予“英雄航天员”荣誉称号，并获“三级航天功勋奖章”。2018年1月，被中宣部授予“时代楷模”荣誉称号。
2019年12月，陈冬入选神舟十四号飞行任务乘组并担任指令长。2022年6月执行神舟十四号任务时，陈冬已晋升一级航天员，大校军衔。2022年6月5日10时44分，陈冬与刘洋、蔡旭哲搭乘神舟十四号成功升空，展开空间站建造阶段首次载人飞行任务。乘组在完成了半年左右的太空生活工作后于2022年12月4日成功返回，任务取得圆满成功
2023年6月，陈冬已晋升特级航天员，并担任中国人民解放军航天员大队大队长。
2025年4月，陈冬入选神舟二十号飞行任务乘组并担任指令长。

## 家庭
陈冬父亲陈树林、母亲黄焱，父母育有2个儿子，陈冬的哥哥陈波是名医生，比陈冬大4岁，现在广东东莞工作，母亲住在东莞帮忙照看陈波的孩子。
2005年，陈冬和妻子汪晓燕结婚，她是浙江嘉兴人（陈冬曾在嘉兴空军飞行大队服役），夫妇俩育有一对双胞胎儿子，父亲陈树林一年的大部分时间都在北京照看陈冬的2个孩子。

## 执行任务
| 次序   | 任务名称   | 发射时间                | 着陆时间             | 运载火箭      | 对接       | 任务时长          | 舱外活动次数 | 舱外活动时长 |
| ------ | ---------- | ----------------------- | -------------------- | ------------- | ---------- | ----------------- | ------------ | ------------ |
| 1      | 神舟十一号 | 2016年10月17日 07:30:31 | 2016年11月18日 13:59 | 长征二号F遥11 | 天宫二号   | 32天6小时又28分   | N/A          | N/A          |
| 2      | 神舟十四号 | 2022年6月5日 10:44:10   | 2022年12月4日 20:09  | 长征二号F遥14 | 天宫空间站 | 182天9小时又24分  | 3            | 15小时53分   |
| 3      | 神舟二十号 | 2025年4月24日 17:17:31  |                      | 长征二号F遥20 | 天宫空间站 | 113天12小时又25分 | 3            | 21小时11分   |
| 合计： | 合计：     | 合计：                  | 合计：               | 合计：        | 合计：     | 328天4小时又17分  | 6            | 37小时04分   |